# Corrida Internacional de São Silvestre de 2005
A Corrida Internacional de São Silvestre de 2005 foi a 81ª edição da prova de rua, realizada no dia 31 de dezembro de 2005, no centro da cidade de São Paulo, a prova foi de organização da Fundação Casper Líbero.
Os vencedores no masculino foi o brasileiro Marílson Gomes dos Santos, enquanto no feminino foi a sérvia Olivera Jevtic.

## Resultados

#### Masculino
- 1º) Marilson Gomes dos Santos (Brasil-DF): 44min21seg
- 2º) Robert Cheruiyot (Quênia): 45min17seg
- 3º) Patrick Ivuti (Quênia): 45min30seg
- 4º) Rômulo Wagner da Silva (Brasil BH): 45min32seg
- 5º) Nigusse Ketema (Etiópia): 45min36seg
- 6º) Mathew Cheboi (Quênia): 45min53seg
- 7º) Alan Wendell Bonfim Silva (Brasil SP): 46min01seg
- 8º) Elenilson da Silva (Brasil PR): 46min09seg
- 9º) Elijah Kipkemboi Yator ((Quênia): 46min13seg
- 10º) John Kiprotich Chemisto (Quênia): 47min06seg

#### Feminino
- 1ª) Olivera Jevtic (Sérvia e Montenegro), 51min38seg
- 2ª) Rose Cheruiyot (Quênia), 51min47seg
- 3ª) Bizunesh Bekele (Etiópia), 52min02seg
- 4ª) Lucélia de Oliveira Peres (Brasil), 52min10seg
- 5ª) Berta Sanches (Colômbia), 52min59seg
- 6ª) Marizete de Paula Rezende (Brasil), 53min20seg
- 7ª) Sirlene Sousa de Pinho (Brasil), 53min59seg
- 8ª) Margaret Karie Toroitich (Quênia), 54min59seg
- 9ª) Marizete Moreira dos Santos (Brasil), 55min23seg
- 10ª) Maria Cristina Bernardo (Brasil), 55min27seg